# Club Deportivo Colonia Moscardó
El Club Deportivo Colonia Moscardó es un club de fútbol español que está situado en el barrio madrileño de Moscardó, en la Comunidad de Madrid (España). Fue fundado en 1945 y juega en la Segunda Federación. Es uno de los pocos clubes madrileños que han llegado a competir en el fútbol profesional español (i.e., jugando, al menos, en Segunda División).
Su mayor logro fue disputar la Segunda División en la temporada 1970-71. Además de por sus resultados deportivos, el Moscardó ha destacado por ser un equipo de formación del fútbol de Madrid; ya que por sus filas pasaron jugadores que luego jugarían en equipos de 1ª División e incluso serían internacionales con la selección española absoluta. Son los casos de Alfonso Fraile, Pedro Jaro, Tomás Olías, Alberto López Moreno, Roberto Rodríguez Basulto, Óscar Téllez, Vicente Valcarce o José María Movilla.

## Comienzos (1945-1963)
El conjunto nace en 1944, con la intención de crear un equipo de fútbol para los futbolistas de los barrios de Usera y la Colonia Moscardó. La constitución oficial del club data del 23 de julio de 1945, cuando el Club Deportivo Colonia Moscardó ingresa en la Federación Castellana de Fútbol. En la actualidad, forma parte de la Federación Madrileña de Fútbol.
Fue pues en el año 1945 cuando, inscrito en categoría tercera regional, el C.D.C Moscardó inició su andadura hacia los éxitos deportivos. Para ello, tras escalar estas categorías regionales en las que en ocasiones conquistó títulos de campeón, llegó la temporada 1963-64 y habiéndose proclamado campeón de Primera Regional, alcanzó por primera vez el ascenso a 3ª División. El primer presidente del C.D.C. Moscardó fue Francisco Muñoz Cruz, durando su mandato hasta el año 1950.

## Época dorada (1964-1980)
La época dorada del club comenzó con el primer ascenso a 3ª División en la temporada 1963-64. Pedro Román Valero, cuarto presidente del club, había cogido las riendas de este en 1958. Durante estos años la masa social del club crece enormemente gracias al gran aumento de población del barrio de Usera: son los años de fuerte inmigración interior hacia la periferia de Madrid y el barrio de Usera pasa de ser un lugar de descanso y de huertas a las afueras de Madrid a un barrio de trabajadores, familias jóvenes que hacen crecer el barrio y que pronto llenarán todos los domingos el estadio del C.D.C. Moscardó al albur de sus éxitos deportivos. Para ello se va mejorando y construyendo el estadio llegando a tener una capacidad para 12.000 espectadores. El feudo actualmente lleva el nombre del presidente de esta época dorada: Román Valero.
Sin duda D. Pedro Román Valero ha pasado a la historia del club como el presidente más destacado por sus logros sociales y deportivos estando al frente del club hasta 1983, aunque sin duda, sin la ayuda de Sebastián Hernandez Castillo, el equipo nunca hubiera llegado a ese momento. Don Sebas compró y lavó los trajes del equipo de su propio bolsillo hasta que lo sacó adelante. En cuanto a Román Valero, durante su mandato el equipo adopta los colores rojiblancos actuales, desarrolló un filial y consiguió el mayor logro deportivo del club en la temporada 1969-70, cuando consiguió su primer y único ascenso a Segunda División española al proclamarse líder del grupo castellano de Tercera División. Sin embargo, permaneció en esa categoría solo una temporada, al terminarla como colista.
Durante estos años se jugaron varias eliminatorias de ascenso a Segunda: en la temporada 1965/66 se pierde la eliminatoria decisiva con el Díter Zafra, en la temporada 1966/67 se pierde otra vez con el C.D. Ibiza, culminando el ascenso en el 3º intento contra el C.D. Tarrasa, en partido de desempate celebrado en el Estadio de Vallecas, ante 15000 espectadores el 24 de junio de 1970, ganando el equipo madrileño por 4 goles a 1.
Desde el descenso en 1971 el club se mantiene en Tercera cuando todavía no existía la Segunda B, sobre todo en los años inmediatos con holgura, compitiendo en aquella división con equipos potentes como la U.D. Salamanca, At. Osasuna, Deportivo Alavés o C.D. Mirandés. A mediados de los 70, se inicia un lento declive: las clasificaciones van siendo peores, incluso en la temporada 1975-76 se clasifica en 13ª posición y tiene que jugar una permanencia con el equipo ceutí Atlético C.D. O'Donnell, eliminatoria que se solventa con facilidad gracias al triunfo de 11-0 en el partido de ida celebrado el 20 de junio de 1976 en el Román Valero. Pero ese equipo ya no es el Moscardó poderoso de la época anterior, por ejemplo en la temporada 1976-77 cuando se crea la 2ª División B, el equipo se clasifica por debajo del puesto 10 que daba acceso a esa categoría.
Hay un pequeño repunte al final de esta etapa, en las temporadas 1979-80 y 1980-81, quedando en segundo lugar de su grupo en ambas y jugando la promoción de ascenso a 2° B contra el C.D Antequerano en la última de estas temporadas, perdiendo dicha eliminatoria 0-1 en el Román Valero y empatando a 0 en Antequera.
De estas 2 últimas temporadas quedan en la retina de los más veteranos aficionados actuales, niños en aquella época jugadores como Bordons, Pérez González, Quini, Alfonso Fraile, Quique, Bernabéu, Blázquez y por supuesto el eterno guardameta Francisco Valbuena con más de 20 años en el club, jugador con más partidos disputados. Algunos de ellos dieron el salto a categorías superiores del fútbol español en años siguientes.
El C.D.C Moscardó todavía era referencia del fútbol madrileño por su prestigio y su cantera indiscutible: era el equipo donde los chicos de Usera querían jugar porque se codeaban con los grandes de Madrid.

## Crisis y recuperación (1981-1997)
Los primeros años 80 son años de crisis importante. Después de la época dorada de los 60 y los 70,  la década de los 80 se inicia con el espejismo de la eliminatoria de ascenso con el Antequerano. El 23 de mayo de 1983, después de 20 años en categoría nacional el C.D.C. Moscardó descendía a Regional Preferente, algo que nadie ya recordaba y los más jóvenes ni imaginaban.
En la temporada 1982-83, en un último y agónico partido en el Román Valero ante el eterno rival Real Club Deportivo Carabanchel se pierde 0-1, fallando un penalti que Moya estrella contra el larguero en el minuto 75. Esto significó un duro golpe para el gran presidente Román Valero y el final de su mandato, ya que presentó su dimisión después de 25 años al frente del club.
A partir de aquí se entró en una etapa de altibajos, se vuelve a ascender a 3ª división en la temporada 1984-85, pero se vuelve a descender en la siguiente temporada para retornar en la 1986-87 a partir de aquí se inician unos 10 años de cierta recuperación con el ascenso a 2ªB en la 1988-89 y aunque se desciende a 3ª en la siguiente los inicios de los 90 son buenos deportivamente hablando.
Con la llegada a la presidencia de José Luis García Guerra, se llega a los playoffs de ascenso a 2ª B en la temporada 1992-93 perdiendo dicha fase con los gallegos del Arosa SC; ascenso que si se consigue en la siguiente temporada (en el 50 aniversario del club) en un último e inolvidable partido con un Román Valero lleno como en los viejos tiempos ganando 3-0 al Club Siero.
En 2ª B se consigue estar hasta la temporada 1996-97 incluso haciendo una gran temporada el primer año, rozando los puestos de promoción a Segunda, que permite participar por última vez la siguiente temporada en la Copa del Rey, perdiendo la eliminatoria con el C.D. Leganés (que estaba en 2ª División) por el valor doble de los goles. Fue la última gran hornada de jugadores para recordar: Rojas, Juan Carlos, Pica, Egido, Felipe, Oscar Téllez, Luna, Guerra, Gabi, Castejón, Valcarce, Guti, Olivar, etc, jugadores que hoy compiten como veteranos del Moscardó por toda la Comunidad de Madrid.
Esta situación de cierta brillantez deportiva en los primeros noventa escondía una realidad social muy diferente. La pérdida de masa social había sido continúa y paulatina desde los 80. Los jóvenes trabajadores que había llegado al barrio en los 50 y 60 y que habían hecho crecer al Moscardó ya no eran tan jóvenes y los equipos de los grandes pueblos de las afueras de Madrid que habían ido creciendo en población y recursos, precisamente de población de estos barrios de Madrid, fueron también ganando terreno en estas categorías equipos de poblaciones como Getafe, Leganés, Fuenlabrada, Alcorcón, Parla, etc.

## Decadencia (1997-2011)
Desde este último descenso de 2ª B, el club y el equipo entran en una aguda crisis social y deportiva. Se consigue mantener 2 años más en 3ª División, pero se inicia el siglo XXI con descenso y crisis total. Después de dejar la presidencia José Luis García Guerra las personas que ocupan la presidencia no consiguen ni de lejos recuperar el prestigio y la masa social del Moscardó que cada vez va a menos; se olvidan de la conexión con el barrio de Usera perdiendo incluso la hegemonía de las categorías inferiores con otras escuelas del barrio. Se abandona y elimina la cantera que tanto había dado al Moscardó y el equipo sólo consigue salir el pozo de regional esporádicamente en la 2001-02, descendiendo a continuación, un nuevo ascenso en la 2004-05 para caer otra vez y no recuperar la categoría hasta la 2010-11. Incluso el coqueto estadio Román Valero ve amputado su fondo sur, siendo derribado por supuestos problemas de seguridad.
Es una década perdida y ruinosa donde el 'Mosca' cada vez se empequeñece más. Son los años de la burbuja inmobiliaria que provocó una gran despoblación en el barrio, que ya entra en un proceso agudo de envejecimiento. Los jóvenes de Usera buscan nuevas viviendas precisamente en los pueblos donde se forja esa burbuja y donde los ayuntamientos impulsan económicamente a sus equipos con los que el Moscardó no puede competir, como en Pinto, Pozuelo, Majadahonda, Las Rozas, Navalcarnero, Alcobendas, etc, amén de otros equipos, unos creados por determinados propietarios que los crean artificialmente o de otros equipos que anteriormente competían en categorías regionales pero que gracias al buen trabajo deportivo irrumpen en la 3ª División, superando al Moscardó en todos los sentidos.

## Etapa ascensor (2011-act.)
El ascenso de la temporada 2011 parece consolidar un gran bloque de jugadores que da la impresión de poder catapultar al Moscardó a nuevos éxitos. Una temporada buenísima fue la 2011-2012 con una sorprendente y holgada 7ª posición dan paso a otro decepcionante descenso. Descenso inesperado cuando el equipo en la 1ª vuelta estaba en posiciones relativamente tranquilas; una 2º vuelta lamentable donde no se puntúa prácticamente y donde el club no reacciona en ningún sentido para parar el desastre. De esta corta etapa queda el recuerdo de Edu, Vera, Kiko, San Segundo aunque excepto Kiko muchos jugadores pasan por el club fugazmente. 
Se hace un equipo para ascender en la siguiente temporada pero se fracasa estrepitosamente al dar el mando deportivo al mismo entrenador del año anterior, se sigue sin reaccionar y en la 2ª vuelta se pierden todas las opciones.
Se inicia un nuevo proyecto en la 2014-15 con un nuevo y joven entrenador Alberto Manzano y una renovación prácticamente completa del equipo, que consigue el ascenso no sin pasar malos momentos en la 2ª vuelta aunque al final se consigue el campeonato por delante del Lugo Fuenlabrada, consiguiendo el ascenso en la penúltima jornada gracias a la victoria por 0-3 en el campo del Leganés B y el empate del Villaverde Boetticher el 24 de mayo de 2015, por lo que se celebra el 70 aniversario del club con el ascenso. Ese año subieron varios jugadores del Juvenil al primer equipo pero con escasos minutos (Javier, Alan Gutierrez, Manu o Israel Salmeron) que tenían gran proyección para llegar al primer equipo.
En la final de campeones de preferente se pierde el título honorífico con el Aravaca C.F.
En la temporada 2015-16 se habían puesto muchas ilusiones, manteniendo el bloque del año anterior como Molina, Jorge Carreras, Miguel Boriba (internacional absoluto con Guinea Ecuatorial) Antonio, David Esteban, Javier Novero,Chondeh, David Moreno,Viti,Fabián o Tony más jugadores de cierto renombre y experiencia como Juanma Torres, Rubén Molero, Gonzalo Merchán, David Vidal, Álvaro López o Iván Oviedo.
Sin embargo, la temporada empieza fatal desde el principio sin conseguir ganar apenas 1 partido en el Román Valero. Rozando el descenso y ya entrando en él se inicia el año 2016 sin reaccionar y después de una estrepitosa derrota en el Román Valero 0-4 contra el C.D. San Fernando, Alberto Manzano es cesado.
A finales de enero ocupó su puesto César Méndez que consiguió una leve recuperación del equipo, llegó posiblemente demasiado tarde;  con 2 victorias en casa ante Pozuelo y At. Pinto  y sendos empates fuera de casa, aunque esta última victoria sin embargo fue efímera ya que a continuación se encadenaron tres derrotas consecutivas que parecían conducir ya a un descenso muy anticipado. Sin embargo una inesperada e increíble victoria en casa ante el líder U.D San Sebastián de los Reyes  el día de Jueves Santo hizo renacer las esperanzas, cuando el calendario era además algo favorable. Pero la decepción volvió a la jornada siguiente con un triste empate en casa del desahuciado colista Club Unión Collado Villalba, lo que devolvió al equipo a la amarga realidad de no ser capaz de ganar dos partidos consecutivos y de perder oportunidades de reengancharse. 
A partir de aquí continuas decepciones como el empate en casa 2-2 contra el Rayo B en el tramo final con todo a favor, otro empate contra el Alcobendas Sport yendo ganando y la casi definitiva derrota en casa contra el At. Madrid B a cuatro jornadas para el final implicaban la cuasi sentencia. Pero una vez más cuando nadie, ni el propio equipo quizás lo creía, se gana fuera al Alcorcón B y hace que resurjan mínimas esperanzas en el siguiente encuentro en casa contra el Aravaca C.F. Pero el equipo como en otros partidos decisivos da la de arena y pierde definitivamente la categoría el día 1 de mayo a dos jornadas del final mostrando la cara más triste, sin capacidad de reacción ni empuje. 
La realidad es que el equipo no ha conseguido ganar dos partidos consecutivos, que en casa sólo ha ganado al Villalba de los equipos que han descendido, en definitiva que los fallos en defensa y ataque le han condenado durante toda la temporada. 
La plantilla ha tenido muchos movimientos durante la temporada, algunos fichajes del inicio se fueron a mitad de temporada como Juanma Torres, Iván Oviedo, Gonzalo Merchán o David Vidal y Álvaro López casi al final, incorporándose así mismo otros como el delantero rumano Setefan Sandulescu de aceptable rendimiento durante su estancia.
Pero ha sido muy sintomático que jugadores que estuvieron durante mucho tiempo siendo titulares durante la temporada fueron abandonando el barco conforme este se hundía y acabando el equipo teniendo que recurrir a jugadores de la cantera para completar los partidos y jugando casi con la plantilla del año anterior.
¿Quién puede explicar esto? , lo veremos; pero ahora toca volver a regional, volver a un proyecto nuevo, volver a empezar; y así este club lleva desde el año 2000 por lo menos.
La temporada 2016-17 ha sido muy especial en todos los sentidos para la hª del C.D.C. Moscardó y el sabor que ha quedado al final ha sido más agrio que dulce como veremos.
El relato empieza durante la temporada anterior;  ya que en el transcurso de dicha temporada en el mes Marzo más o menos, un temporal de fuertes vientos hizo temer que la vieja tribuna cubierta estuviera en peligro por su ruinoso estado y provocase daños en las personas.Empezaron a correr rumores sobre la posible intervención del ayuntamiento al respecto. Y efectivamente esto se confirmó definitivamente a finales de Mayo. El ayuntamiento iba a acometer la remodelación completa de dicha tribuna, por lo que la siguiente temporada todos los equipos del club no iban a poder jugar sus partidos en el Román Valero mientras durasen las obras, que en principio se dijo que sería hasta principios de febrero de 2017.
El 1er equipo jugaría durante esos meses de exilio los partidos como local en los campos de la FMF Ernesto Cotorruelo, no muy lejos de Usera pero desde luego, terreno mucho más complicado para jugar como local por sus dimensiones, gradas etc.
El plan del club para la temporada 2016-17 después del descenso de categoría fue mantener en el cargo de entrenador a César Méndez que a pesar de no poder salvar la categoría de 3ª en la temporada anterior había conseguido revitalizar al equipo y mantener la llama hasta el final.Se había mantenido el bloque de la temporada anterior con incorporaciones de otros exjugadores y algún veterano de la categoría; pero el arranque fue bastante pobre de juego y resultados, algo comprensible por el handicap de jugar como local en un campo casi "neutral" como el "Cotorruelo";pero de forma bastante sorprendente,  porque no se habían escuchado aún quejas de la afición, César Méndez fue destituido en la 5ª jornada después de una sorprendente derrota en el mismo Cotorruelo (siendo local El Latina) contra este modesto equipo 1-0 (16 de octubre de 2016) r, siendo sustituido por su 2ª hasta ese momento David Freitas; curiosamente en esta temporada con 1 punto más por las mismas fechas que la anterior no se ha tomado  esa drástica decisión.
La decisión sorprendió, por considerarlo muy prematura la afición, que estimaba como bastante bueno el trabajo de César los meses que estuvo en el club.Esto no mejoró ni mucho menos al equipo, de repente se dieron bajas a jugadores que casi acababan de llegar  y el equipo continuó su línea errática y decadente. Se ponía como escusa el jugar como local en el Cotorruelo, pero esto al cabo de 3 meses tampoco parecía suficiente.
Se tocó fondo por navidades cuando el 18 de diciembre se perdió contra el recién ascendido Betis San Isidro y se empezó a temer por la permanencia, ya que se llegó a estar a un escaso margen de 5 puntos. Parte de la afición explotó y algunos jugadores que no aceptaban las críticas se enfrentaron de malos modos a  estos.
A la angustia por la situación deportiva, se unía la incertidumbre sobre la vuelta al Román Valero por las obras y rumores sobre la situación legal de los terrenos ya que por el oscurantismo de tantos años desde la directiva no sé sabía muy bien si el terreno era del club o propiedad municipal o si a partir de las obras el estadio dejaría de ser de uso exclusivo y gratuito para el Moscardó.
A pesar de los malos resultados, la directiva mantenía contra viento y marea al entrenador. Se empezó el año con algo de vigor pero pronto se volvió a los malos resultados, con derrotas y juego anodino excepto el día de la victoria contra el eterno rival RCD Carabanchel, ya que hubo derrotas lamentables contra el  C.F. La Avanzada.
La permanencia se certificó contra el Lugo Fuenlabrada, a falta de 7 jornadas y por fin cuando la temporada ya estaba decidida se volvió a jugar en el Román Valero el 7 de mayo de 2017; después de muchas vicisitudes y el trabajo sordo de socios (como reconoció el propio club) y encontronazos con el ayuntamiento , ganando al Betis San Isidro 3-1. Fue como una fiesta de vuelta a casa con gran tifo de Usera Moscardó Peña los Chulos.
El resto de la temporada el equipo se dejó llevar, y a pesar de que desde la dirección deportiva se vendía el humo del todavía posible ascenso ;el equipo no sólo no luchó por la 3ª plaza (que luego significó el ascenso para El Álamo) si no que se quedó en un mediocre 9º puesto.
Fue de valorar sin embargo el progreso de las categorías inferiores, con el ascenso del Alevín A e Infantil A a categoría autonómica. Esperemos que esto suponga un salto para la cantera del Moscardó y vuelva a surtir al club de grandes jugadores como en épocas anteriores.

Plantilla Moscardó 2017-18

La temporada 2017-18 supuso un cambio total en el proyecto deportivo, llegó como entrenador procedente del Ciudad de los Ángeles, Jorge Gómez Cordero. Importante renovación en la plantilla, con la salida de bastantes "veteranos" del último ascenso a 3ª y la llegada de un bloque de jugadores nuevos.
Desgraciadamente pese a un buen trabajo de los entrenadores, empezaron a asomar posibles cambios en la directiva, la dimisión de Santos Murcia se empezó a gestar antes de navidades para que entrara en el club Enrique Berges como presidente, persona ajena al Club y que era un total desconocido para los aficionados del Mosca. Aunque la mencionada dimisión no se produjo hasta final de temporada, lo cierto es que desde la mitad de temporada empezó a mandar la que sería la nueva junta directiva, y que a priori parecía poder ser un soplo de aire fresco.
Sin embargo, con decisiones de cese de entrenadores de categorías inferiores todos ellos vinculados al primer equipo hicieron que la temporada pasara sin pena ni gloria, echando al entrenador y colocando a Juan Carlos del senior B y que había realizado una magnífica temporada el año anterior.
Una vez acabada la temporada, en la asamblea se ratificó la entrada de Enrique Berges que prometió un proyecto para volver a llevar al equipo a metas más altas. Para ello trajeron como director deportivo a "Logan".
Podríamos extendernos, pero lo cierto es que el 2018/19 pasara a la historia del club como el peor año de la historia del CDC Moscardó , tanto a nivel deportivo, como a nivel económico, llegando a una deuda que hacia peligrar la continuidad de uno de los clubes más históricos de la ciudad de Madrid. En febrero dimitió Berges dejando el club deportivamente en los puestos de abajo y sin ningún tipo de solvencia económica. El club entra en una deriva en la que con ceses y dimisiones entra como presidente Joaquín Manzano, padre de un socio de Enrique Berges, Adrian Manzano, y que había figurado como secretario general del club y que todavía consigue que el club se hunda más. A nivel deportivo con el agua al cuello y que gracias al sobreesfuerzo de los chicos y el trabajo de Juan Carlos se consigue la salvación en la penúltima jornada.
La temporada finaliza entre convulsiones, impagos a los trabajadores, entrenadores, y con una inquietud entre la afición que veían como el club caía.
Afortunadamente, la esperanza volvió cuando un grupo de exjugadores vieron con alerta como el club se hundia. Encabezados por Javier Artero se pusieron manos a la obra y pese a que fue muy complicado conseguirlo finalmente consiguieron el dinero suficiente para afrontar los pagos de la deuda del club gracias a varios empresarios a los que transmitieron su ilusión por crear un proyecto que devuelva al club otra vez a su sitio, devolviendo el prestigio perdido en los últimos años.

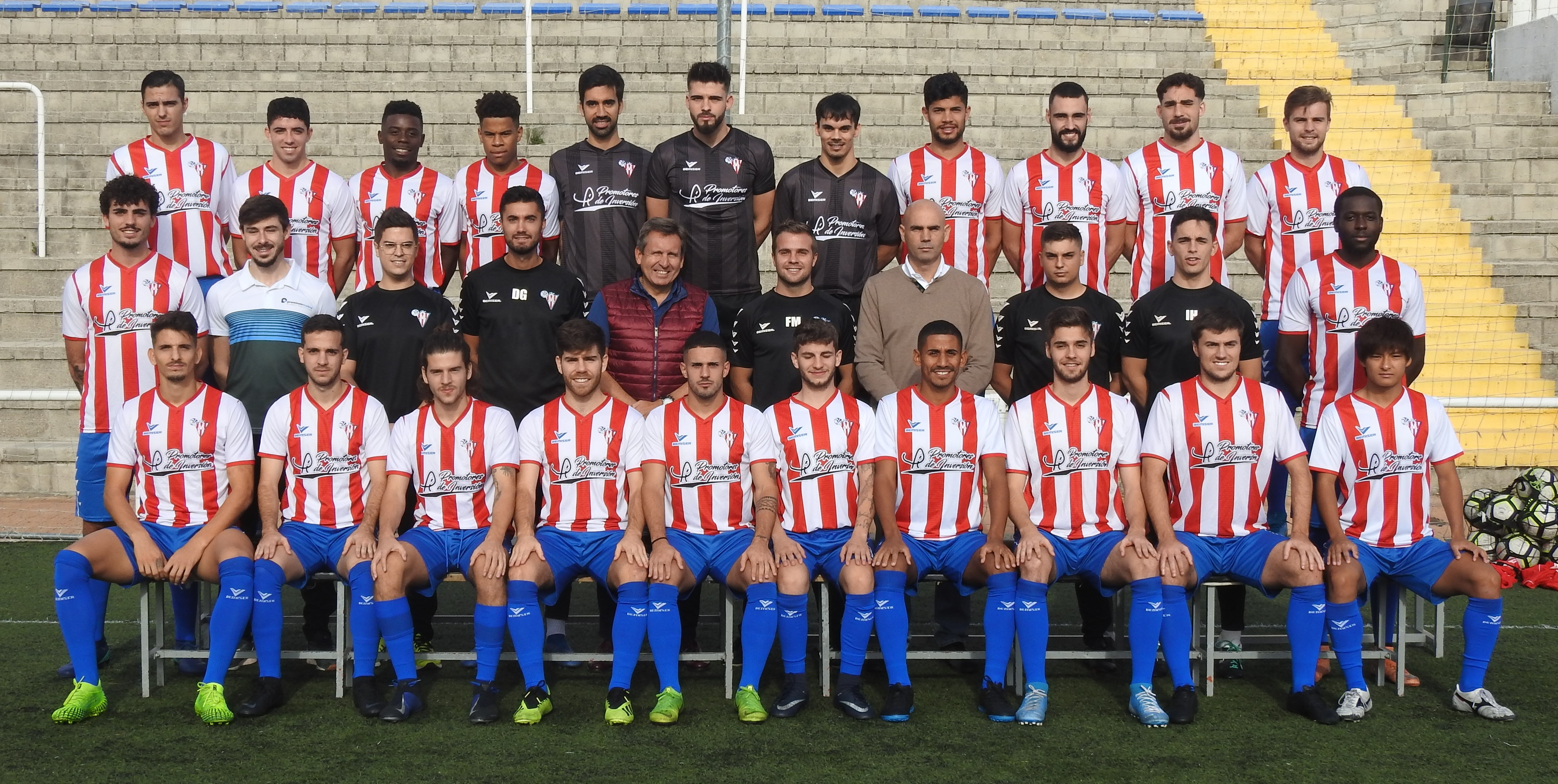
Plantilla CDC Moscardó 2019/20

La temporada 2019/20 empezó con la ratificación en asamblea por mayoría de la presidencia de Javier Artero y en los seis meses escasos que la nueva junta directiva lleva ya se ha notado su mano. El equipo en posiciones altas, se han iniciado obras de acondicionamiento, saneamiento eléctrico, riego y fontanería, todo ello para afrontar el año del 75 aniversario con verdadera ilusión.
En la actualidad la mayoría de la masa social son personas que mantienen la afición desde la niñez y que ahora ven con optimismo el futuro. todo ellos ha supuesto que el club duplique su masa social y que los jóvenes del barrio vuelvan a ilusionarse con el Mosca.

## Obras en el Román Valero
Las obras de demolición y reconstrucción de la tribuna cubierta empezaron en agosto de 2016 y fueron con cierta lentitud según los plazos previstos.
La obra fue realizada por la D.G. de Patrimonio, siendo el coste bastante alto 849.924,84€. Hasta mediados de diciembre de 2016 no se ve ya la colocación de los primeros pilares. A mediados de enero de se empiezan a colocar los paneles prefabricados del muro y  a mediados de febrero los pilares de la tribuna, que estaban en rojo (como todo el mundo pensaba que sería, al ser estos los colores tradicionales del CDC Moscardó), se empiezan a ver pintados de azul como así pasaría hasta el final de la obra.
Desde el club no se asumió que las cosas en el ayuntamiento habían cambiado. Se intentó a la desesperada la jugada política de recurrir a la oposición de Esperanza Aguirre que vino al Román Valero como la oposición al gobierno municipal de Manuela Carmena. El 7 de mayo de 2017 el Moscardó volvió a jugar al Román Valero, pero sin el cambio de los colores.
Patrimonio volvió a acometer otra obra en mayo y junio de 2019 que consistieron en la mejora del aparcamiento del Román Valero, que estaba en tierra y con muchos baches que hacían difícil  su entrada y salida. Una vez terminado el aparcamiento ha quedado un acceso al estadio muy funcional y adaptado a todo el público, aunque se han reducido las dimensiones del aparcamiento.
Las siguientes mejoras que se están acometiendo en el club están siendo a cargo del CDC Moscardó con la actual junta directiva. Panel de riego nuevo, cambio de tuberías del pozo, cambio de todo el sistema eléctrico adaptándolo a las normativas actuales, cambio de caldera y todo la fontanería.
Ya se han reformado dos de los vestuarios, se ha hecho un nuevo almacén y se esta ampliando el otro. Esta proyectado reformar toda la zona de vestuarios y oficinas que se ira haciendo en lo que queda de temporada y el verano. Esta aprobado y proyectado el campo de futbol 7 al final del estadio y que comenzara en breve sus obras.

## Copa del Rey
La participación del Moscardó en la Copa del Rey ha sido larga, ya que sus buenas clasificaciones en 3ª división en determinados momentos de su historia le permitieron participar en esta competición.
Por rondas pasadas destacan 2 temporadas la 1969-70 donde el equipo llega hasta la 4ª eliminatoria dejando en el camino en la 3ª al Villarreal C.F siendo eliminado en la 4ª por el Unión Deportiva San Andrés de Barcelona.
Y otra que siempre recuerda el viejo aficionado es la temporada 1973-74 llegando también hasta la 4ª y eliminando en la 3ª al Cádiz C.F. ganando en un partido épico 2-0 en el Román Valero con todos los niños de los colegios del barrio convocados para animar después de haber empatado a 1 en Cádiz.
En la temporada 1979-80 se hizo un digno papel al ser eliminado en la 3ª ronda por el gran Sporting de Gijón de Quini etc que sólo pudo ganar en el Román Valero 0-1. Así como en la siguiente temporada ante el At. Madrid que ganó 0-2 en el Román Valero y 1-0 en el Vicente Calderón.
Después de algunas mediocres participaciones el Moscardó participó por última vez en la temporada 1995-96 ante el C.D. Leganés que estaba en dicha temporada en 2ªA y que superó la eliminatoria gracias al valor doble de los goles 3-2 en el Román Valero para el Mosca y 2-1 para el Lega en el viejo Municipal Rodríguez de Miguel de Leganés.

## Trofeos amistosos
- Trofeo Arias (Cercedilla): (2) 1969, 1970
- Trofeo Vallehermoso: (1) 1971
- Trofeo Feria de San Julián (Cuenca): (1) 1997

## Uniforme
- Uniforme titular: Camiseta rojiblanca, pantalón azul y medias azules.
- Uniforme alternativo: Camiseta blanca, pantalón blanco y medias blancas.

El primer uniforme histórico del club fue azulgrana, pero fue cambiado al rojiblanco a petición de Román Valero.

## Estadio
El Estadio Román Valero es un estadio histórico de Madrid no sólo en el aspecto futbolístico y deportivo sino porque en él, sobre todo en los 70 y 80 se celebraron importantes eventos sociales y culturales.
El estadio amplió su aforo hasta los 12000 espectadores en la época dorada del club a principios de los 60. Era el 4º estadio por aforo de Madrid después de R.Madrid, Atlético de Madrid  o Rayo.Vallecano, incluso a principios de los 70 se le añadió césped natural cuando prácticamente ningún equipo de 3ª división en Madrid lo tenía. Este césped se mantuvo hasta 2008 cuando fue sustituido por césped artificial con la ayuda del Ayuntamiento de Madrid.
Unos años antes a principios de los 2000 se había derribado el fondo sur del estadio, ya que según el club y técnicos municipales presentaba problemas estructurales, pasando a ser el aforo a unos 8000 espectadores.
Efectivamente el Roman Valero fue utilizado en los 70 y 1ªs 80 como recinto para distintos eventos. Eran famosas sus veladas veraniegas de lucha libre en los 70. 
Con la llegada de la democracia, el Román Valero se utilizó en las campañas electorales por diferentes partidos políticos. 
Por ejemplo el 25 de mayo de 1977 tuvo lugar un importante mitin del PSOE con Felipe González y Javier Solana a la cabeza. Otros partidos también utilizaron el estadio para diferentes campañas electorales.
Pero quizás, la mayoría de la gente recuerde los importantes conciertos celebrados en el Román Valero durante los 80.
Bandas y solistas mundialmente conocidas, desde el mítico, por la leyenda que todavía le rodea, del 20 de junio de 1980 de Lou Reed pasando por Iron Maiden, Def Leppard, UFO y Rainbow el 7 de julio de 1981 o el 2 de octubre de 1983 de The Police o Dire Straits también el 28 de junio de 1983 hasta importantísimas bandas nacionales del momento como la gira de Miguel Ríos “El Rock de una noche de Verano”  el 2 de septiembre de 1983 con Leño o Luz Casal. Incluso en 1995 ya otra generación disfrutó de Extremoduro, Def con Dos, La Polla y Burning el 16 de septiembre de 1995.[cita requerida]

## Himno
A pesar de ser un equipo con 70 años de historia el club no tuvo himno hasta finales de los 70. El himno en su 1ª versión fue cantado por actor de esa época Rafael Hernández.